# Owon
Jang Seung-eop (1843 - 1897), (más comúnmente conocido por su pseudónimo Owon), fue un pintor de finales de la Dinastía Joseon en Corea. Su vida figura en 2002 en el aclamado filme Ebrio de mujeres y pintura (Chihwaseon) dirigida por Im Kwon-taek. Fue uno de los pocos pintores que tuvo una posición de relevancia en la corte Joseon.
Criado como huérfano, Owon aprendió el oficio de la pintura durante la estancia en el hogar de otra familia. En un principio tuvo la oportunidad de pintar cuando con 20 años de edad se traslada a la residencia del aristócrata Yi Ung-heon. Más tarde, su talento se vuelve ampliamente conocido, y pinta en abundancia en todos los géneros de la época, incluyendo paisajes, pinturas florales, y pinturas de la vida diaria. 
Junto con los pintores Danwon y Hyewon, Owon es hoy recordados como uno de los "Tres Wons" de la pintura del periodo Joseon.

## Galería

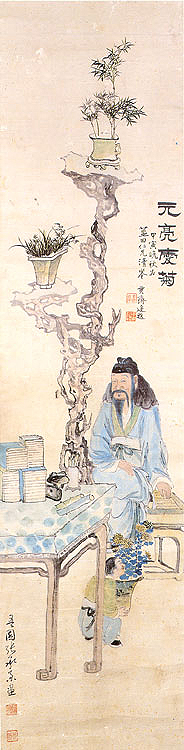
도연명애국도(元亮愛菊圖)Doyeonmyeong aegukdo
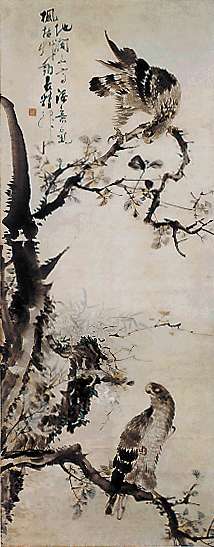
호취도 Hochwido
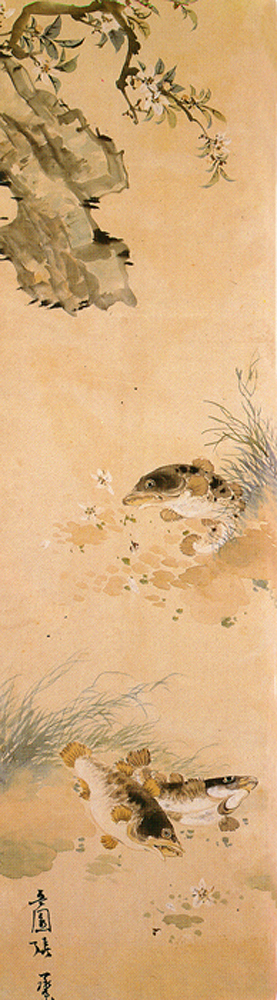
어해(魚蟹)Eohae, "Pez y cangrejo"
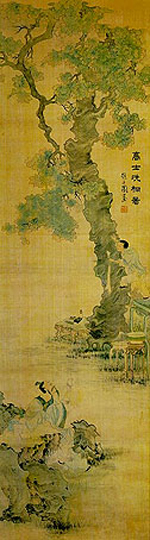
운림세동도(雲林洗桐圖)Unrim sedongdo
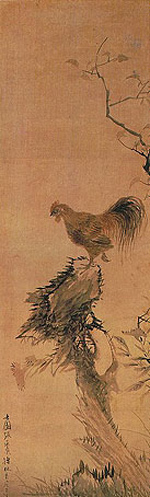
계도(鷄圖)Gyeodo
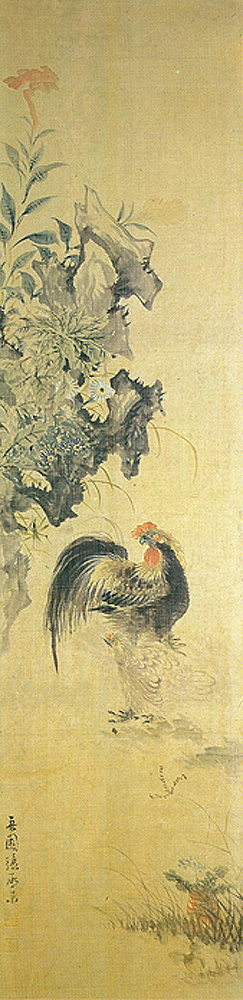
수탉 Sodak,"gallo"
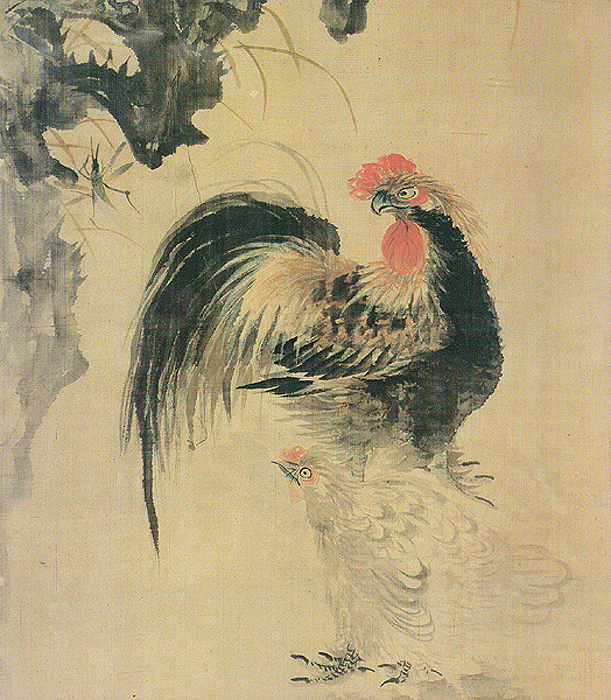
수탉 Sodak, "gallo" (detalle)
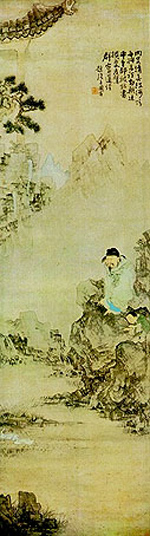
왕희지관아도(王羲之觀鵝圖) Wang Heeji Gwangado